# Брагин, Владислав Игоревич
Владисла́в И́горевич Бра́гин (род. 25 января 1998, Иркутск, Россия) — российский футболист, нападающий кировского «Динамо».

## Биография

### Клубная карьера
Воспитанник иркутского клуба «Зенит». Позднее перешёл в «Краснодар», в составе которого в 2014—2016 годах сыграл 16 матчей и забил 2 гола в молодёжном первенстве.
В начале 2017 года перешёл в словацкий «Земплин». Дебютный матч в высшем дивизионе Словакии сыграл 1 марта 2017 года против «Ружомберока», выйдя на замену на 75-й минуте вместо Петера Колесара. До конца сезона принял участие в трёх матчах чемпионата страны и трёх играх Кубка Словакии, в котором его команда стала полуфиналистом.
21 февраля 2019 года Владислав подписал контракт с «Уралом»,однако уже 21 марта 2019 года Брагин перешёл в шведский клуб «Эскильстуна» и сыграл лишь одну игру.
1 июля 2019 года Брагин подписал контракт с клубом из ФНЛ «СКА-Хабаровск». Дебют состоялся в матче 1 тура против «Шинника», а уже во 2-м туре против «Спартака-2» забил гол и был удалён.

### Карьера в сборной
В 2015 году принимал участие в финальном турнире юношеского чемпионата Европы в Болгарии, где сборная России стала полуфиналистом. Форвард выходил на поле в четырёх матчах, в том числе полуфинале против Германии, голов не забивал. Также принимал участие в отборочных матчах этого турнира, в одном из них забил гол в ворота Исландии.